# Marylyn Addo
Marylyn Martina Addo (* 1970 in Bonn) ist eine deutsche Internistin, Infektiologin und Forscherin. Sie ist Professorin am Universitätsklinikum Hamburg-Eppendorf und erforscht dort und im Rahmen des Forschungsbereichs „Neu auftretende Infektionserkrankungen“ am Deutschen Zentrum für Infektionsforschung die Entwicklung von Impfstoffen gegen Viruserkrankungen, wie beispielsweise den Ebola-Virus, SARS-Virus und MERS-Virus.

## Leben und beruflicher Werdegang
Marylyn Addo wuchs als Tochter eines ghanaischen Arztes und einer deutschen Mutter in Troisdorf auf.
Sie studierte von 1989 bis 1996 Humanmedizin an der Universität Bonn mit Erasmus-Jahren von 1992 bis 1994 in Straßburg und Lausanne. Ihre Promotion in Bonn und Lausanne schloss sie 1999 ab und machte im selben Jahr ein Diplom in Tropical Medicine and Hygiene (DTM&H) an der London School of Hygiene and Tropical Medicine. Im Anschluss zog Addo nach Boston, wo sie in den folgenden Jahren ihre Facharztausbildung im Massachusetts General Hospital abschloss und als Postdoc im Partners AIDS Research Center des Massachusetts General Hospital und der Harvard Medical School arbeitete. Von 2010 bis 2013 war sie Assistant Professor für Medizin an der Harvard Medical School und Mitglied des Executive Committee des Harvard Center for AIDS Research (CFAR).
Auf Vorschlag der SPD-Fraktion in der Hamburgischen Bürgerschaft wurde Addo 2022 zum Mitglied der 17. Bundesversammlung gewählt.
Addo ist seit 2013 Oberärztin und Professorin für Emerging Infections am Deutschen Zentrum für Infektionsforschung (DZIF) und seit 2015 Leiterin der Sektion Infektiologie im Universitätsklinikum Hamburg-Eppendorf.

### Privates
Marylyn Addo hat zusammen mit ihrem Mann, der ebenfalls Infektionsforscher ist, zwei Kinder (geboren 2003 und 2009).

## Forschungsschwerpunkte
Sie ist Ärztin für Innere Medizin und ihre Fachgebiete sind Infektiologie und Tropenmedizin. Ein Schwerpunkt ihrer Forschung nach 2014 war die Entwicklung des Präparates VSV-EBOV, das als Impfstoff gegen Ebola eingesetzt werden kann. An der Erforschung und Impfstoffentwicklung des MERS-Virus war sie ebenfalls beteiligt. Seit 2020 beteiligt sich Addo mit ihrem Team an der Entwicklung eines Impfstoffs gegen das Coronavirus. Im Januar 2021 wurde gemeldet, dass die Immunreaktion in den ersten Studien nicht ausreichend war und dass deshalb der Beginn der Phase-II-Studie zunächst verschoben werden müsse.
Im Rahmen von Berichterstattungen wurde sie oftmals fälschlicherweise als Virologin bezeichnet, obwohl sie Infektiologin ist.

## Ehrungen und Auszeichnungen
- 1999: Ralph A. Neal Memorial Prize, London School of Hygiene and Tropical Medicine
- 2008: Edward H. Kass Award for Clinical Excellency, Massachusetts ID Society
- 2013: Honorar-Professor, Universität von KwaZulu-Natall, Durban, Südafrika
- 2019: Pettenkofer-Preis[12]
- 2020: Medical Woman of the Year Award 2020 (German Medical Award)[13]
- 2021: Hammonia, Landesfrauenrat Hamburg[14]
- 2022: Ehren-Schleusenwärter der Hamburger Congregation der Alster-Schleusenwärter S.C.[15]
- 2023: Bundesverdienstkreuz am Bande[16]
- 2023: Mitglied der Akademie der Wissenschaften in Hamburg[17]

## Mitgliedschaften
- Deutsche Gesellschaft für Infektiologie (DGI)
- Deutsche Gesellschaft für Immunologie (DGfI)
- Deutsche AIDS-Gesellschaft (DAIG)
- Deutsche Gesellschaft für Tropenmedizin und internationale Gesundheit (DTG)